# Frankrikes armé

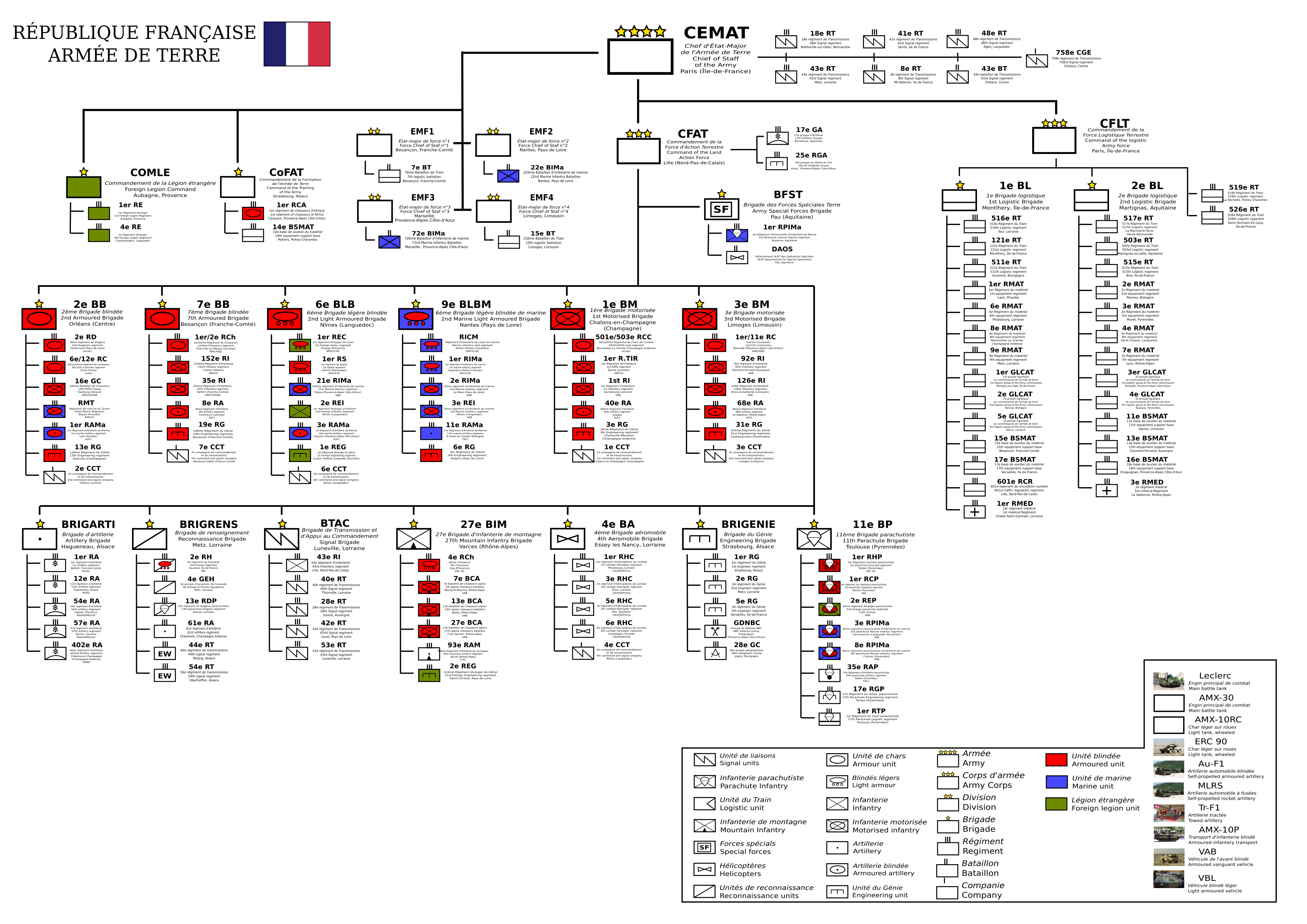
Franska arméns organisation 2007.

Militära grader i Frankrikes armé. Se även: Franska arméns gradbeteckningar.

Frankrikes armé, officiellt Markarmén(Franska: Armée de terre [aʀme də tɛʀ])(för att känneteckna det från det franska flygvapnet, Armée de L'air eller Flygarmén) är den markstridsinriktade beståndsdelen i Frankrikes väpnade styrkor samt också dess största. Armén hade år 2007 134 000 vanliga soldater, 15 500 reservister och 25 750 civila. Det är en yrkesarmé då värnplikten avskaffades 1996.

## Organisation
Den franska armén har sedan 2009 två ledningsstrukturer, en operativ och en organisatorisk.
- Den operativa ledningen utövas av markstridskommandot (commandement des forces terrestres) CFT. Under CFT lyder:
  - 4 stridsgruppstaber på divisionsnivå (états-majors de force).
  - 1 högkvarter för den franska snabbinsatsstyrkan (Quartier Général du Corps de Réaction Rapide – France) QG CRR-FR.[2]
  - 8 armébrigader
  - 1 fransk-tysk brigad
  - 1 luftburen brigad
  - 6 understödsbrigader

- Den organisatoriska ledningen ansvarar för grundorganisation och förbandsproduktion och leds av arméstaben (état-major de l’Armée de terre) EMAT. Under EMAT lyder:
  - 5 arméregioner (militärområden)
  - Armématerielverket (Direction Centrale du Matériel) DCMAT
  - Arméintendenturverket Direction Centrale du Commissariat de l'Armée de Terre) DCCAT
  - Arméns doktrincentrum (Centre de Doctrine et d'Emploi des Forces) CDEF
  - Arméns personalverk (Direction des ressources humaines de l'Armée de Terre) DRH-AT

## Truppslag och förband

### Arméflyget
Frankrikes armeflyg består av tre stridshelikopterregementen, régiment d'hélicoptères de combat, ett specialhelikopterförband, régiment d'hélicoptères des forces spéciales, samt armeflyskolorna, Écoles de l'aviation légère de l'armée de Terre (EALAT).

### Artilleriet
Frankrikes artilleri består av sju generella artilleriregementen, ett fallskärmsregemente, ett Afrika-orienterat regemente och ett bergsorienterat regemente samt av artilleriets stridsskola École d'artillerie (EA)

### Främlingslegionen
- 13e demi-brigade de légion étrangère  (13e DBLE)
- 1er régiment étranger  (1er RE)
- 1er régiment étranger de cavalerie  (1er REC) pansarförband
- 1er régiment étranger de génie  (1er REG) ingenjörsförband
- 2e régiment étranger d'infanterie  (2e REI) de Nîmes infanteriförband
- 2e régiment étranger de génie  (2e REG) de Saint-Christol infanteriförband
- 2e régiment étranger de parachutistes  (2e REP) de Calvi fallskärmsjägare
- 3e régiment étranger d'infanterie  (3e REI) infanteriförband
- 4e régiment étranger  (4e RE)
- Détachement de légion étrangère de Mayotte  (DLEM)
- Groupement de recrutement de la légion étrangère  (GRLE) rekrytering

### Infanteriet
- 1er régiment de chasseurs parachutistes  (1er RCP) fallskärmsjägare
- 1er régiment de tirailleurs  (1er RTir)
- 1er régiment d'infanterie  (1er RI)
- 110e régiment d'infanterie  (110e RI)
- 126e régiment d'infanterie  (126e RI)
- 13e bataillon de chasseurs alpins  (13e BCA) alpjägare
- 152e régiment d'infanterie  (152e RI)
- 16e bataillon de chasseurs  (16e BC)
- 27e bataillon de chasseurs alpins  (27e BCA) alpjägare
- 35e régiment d'infanterie  (35e RI)
- 92e régiment d'infanterie  (92e RI)
- 7e bataillon de chasseurs alpins  (7e BCA) alpjägare
- École de l'infanterie  (EI) infanteriets stridsskola
- École des troupes aéroportées  (ETAP) skola för luftburna trupper

### Ingenjörstrupperna
- 3e régiment du génie  (3e RG)
- 6e régiment du génie  (6e RG)
- 13e régiment du génie  (13e RG)
- 17e régiment du génie parachutiste  (17e RGP) luftlandsättningsförband
- 19e régiment du génie  (19e RG)
- 25e régiment du génie de l'Air  (25e RGA)
- 31e régiment du génie  (31e RG)
- 132e bataillon cynophile de l'armée de Terre  (132e BCAT) hundtjänstförband
- Brigade de sapeurs-pompiers de Paris (BSPP) Brandförsvaret i Paris
- Unité d'instruction et d'intervention de la Sécurité Civile no  1  (UIISC1) Militärt räddningsförband
- Unité d'instruction et d'intervention de la Sécurité Civile no  5  (UIISC5) Militärt räddningsförband
- Unité¨d'instruction et d'intervention de la Sécurité Civile no  7  (UIISC7) Militärt räddningsförband
- École du génie  (EG) ingenjörstruppernas stridsskola

### Marintrupperna
- Régiment de marche du Tchad  (RMT) de Meyenheim
- Régiment d'infanterie chars de marine  (RICM) pansarförband
- Régiment d'infanterie de marine du Pacifique-Nouvelle-Calédonie  (RIMaP-NC) infanteriförband
- Régiment d'infanterie de marine du Pacifique-Polynésie  (RIMaP-P) infanteriförband
- 1er Régiment d'artillerie de marine  (1er RAMa) artilleriförband
- 1er Régiment de parachutistes d'infanterie de marine  (1er RPIMa) specialförband
- 1er Régiment d'infanterie de marine  (1er RIMa) infanteriförband
- 11e Régiment d'artillerie de marine  (11e RAMa) artilleriförband
- 2e Régiment de parachutistes d'infanterie de marine  (2e RPIMa) fallskärmsjägare
- 2e Régiment d'infanterie de marine  (2e RIMa) infanteriförband
- 21e Régiment d'infanterie de marine  (21e RIMa) infanteriförband
- 3e Régiment d'artillerie de marine  (3e RAMa) artilleriförband
- 3e Régiment de parachutistes d'infanterie de marine  (3e RPIMa) fallskärmsjägare
- 3e Régiment d'infanterie de marine  (3e RIMa) de Vannes infanteriförband
- 33e Régiment d'infanterie de marine  (33e RIMa) infanteriförband
- 41e bataillon d'infanterie de marine  (41e BIMa) infanteriförband
- 5e Régiment interarmes d'outre-mer  (5e RIAOM)
- 6e bataillon d'infanterie de marine  (6e BIMa) infanteriförband
- 8e Régiment de parachutistes d'infanterie de marine  (8e RPIMa) fallskärmsjägare
- 9e Régiment d'infanterie de marine  (9e RIMa) infanteriförband
- Ècole militaire de spécialisation de l'outre-mer et de l'étranger  (EMSOME) skolan för transmarina operationer

### Pansartrupperna
- 1er régiment de chasseurs d'Afrique  (1er RCA)
- 1er régiment de hussards parachutistes  (1er RHP) luftlandsättningsförband
- 1er régiment de spahis  (1er RS)
- 1er régiment de chasseurs  (1er RCh)
- 2e régiment de dragons-nucléaire, biologique et chimique  (2e RD-NBC) CBRN
- 2e régiment de hussards  (2e RH)
- 3e régiment de hussards  (3e RH)
- 4e régiment de chasseurs  (4e RCh)
- 4e régiment de dragons  (4e RD)
- 12e régiment de cuirassiers  (12e RC)
- 13e régiment de dragons parachutistes  (13e RDP) specialförband
- 501e régiment de chars de combat  (501e RCC)
- École de cavalerie  (EC), Saumur pansartruppernas stridsskola

### Signaltrupperna
- Brigade de transmission et d'appui au commandement  (BTAC) ledningsförband
- 28e régiment de transmissions  (28e RT)
- 40e régiment de transmissions  (40e RT)
- 43e bataillon de transmissions  (43e BT)
- 44e régiment de transmissions  (44e RT)
- 48e régiment de transmissions  (48e RT)
- 53e régiment de transmissions  (53e RT)
- 54e régiment de transmissions  (54e RT)
- 8e régiment de transmissions  (8e RT)
- 1e compagnie de commandement et de transmissions  (1e CCT) ledningsförband
- 2e compagnie de commandement et de transmissions  (2e CCT) ledningsförband
- 3e compagnie de commandement et de transmissions  (3e CCT) ledningsförband
- 6e compagnie de commandement et de transmissions  (6e CCT) ledningsförband
- 7e compagnie de commandement et de transmissions  (7e CCT) ledningsförband
- 785e compagnie de guerre électronique  (785e CGE) d'Orléans telekrigföringsförband
- École des transmissions  (ETRS) signaltruppernas stridsskola

### Sjukvårdstrupperna
- Régiment médical  (RMED)

### Tygtrupperna
- 12e base de soutien du matériel  (12e BSMAT) materielunderhållsbas
- 13e base de soutien du matériel  (13e BSMAT) materielunderhållsbas
- 15e base de soutien du matériel  (15e BSMAT) materielunderhållsbas
- 5e bataillon du matériel  (5e BMAT)
- 9e bataillon du matériel  (9e BMAT)
- 2e régiment du matériel  (2e RMAT)
- 3e régiment du matériel  (3e RMAT)
- 4e régiment du matériel  (4e RMAT)
- 6e régiment du matériel  (6e RMAT)
- 7e régiment du matériel  (7e RMAT)
- 8e régiment du matériel  (8e RMAT)
- École du matériel tygtruppernas stridsskola

### Trängtrupperna
- Régiment de soutien du combattant  (RSC) intendenturförband
- 1er régiment du train parachutiste (1er RTP)  luftlandsättningsförband
- 121e régiment du train  (121e RT)
- 503e régiment du train  (503e RT)
- 511e régiment du train  (511e RT)
- 515e régiment du train  (515e RT)
- 516e régiment du train  (516e RT)
- 517e régiment du train  (517e RT)
- 519e régiment du train  (519e RT)
- 526e bataillon du train  (526e BT)
- 7e bataillon du train (7e BT)
- École du train trängtruppernas stridsskola